# Henry Phipps, 1. hrabě z Mulgrave
Henry Philip Phipps, 1. hrabě z Mulgrave (Henry Philip Phipps, 1st Earl of Mulgrave, 1st Viscount Normanby, 3rd Baron Mulgrave) (14. února 1755, Mulgrave Castle, Anglie – 7. dubna 1831, Londýn, Anglie) byl britský generál a státník. V první fázi napoleonských válek se uplatnil jako důstojník, poté jako stoupenec W. Pitta mladšího patřil k předním osobnostem toryů. V několika funkcích byl členem vlády, vynikl jako ministr zahraničí (1805–1806) a ministr námořnictva (1807–1810). Od roku 1794 zasedal ve Sněmovně lordů, v roce 1812 získal titul hraběte z Mulgrave.

## Životopis

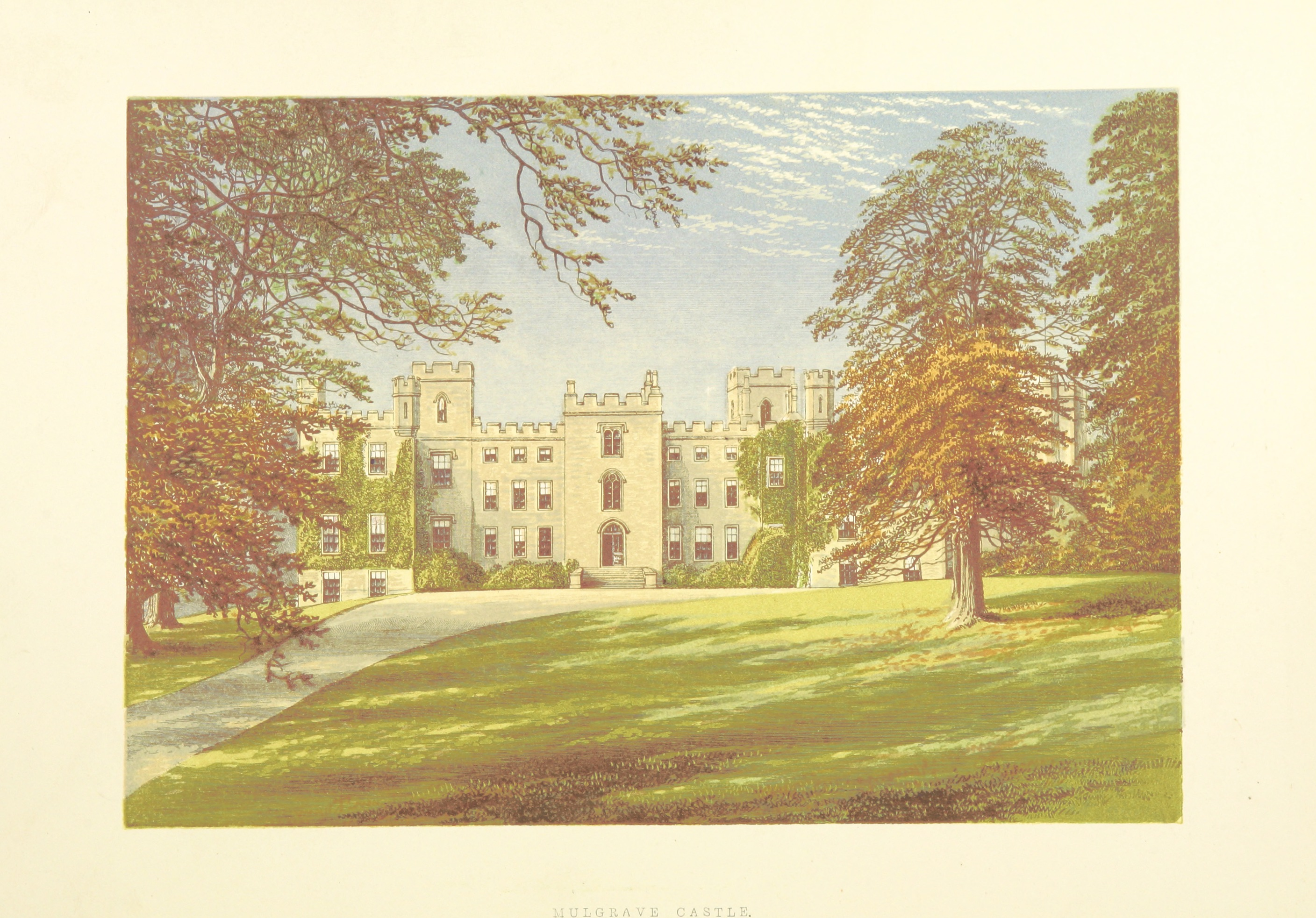
Zámek Mulgrave Castle (Yorkshire), hlavní sídlo rodu Phippsů

Pocházel ze šlechtického rodu Phippsů, který zdědil část majetku vymřelého rodu Sheffieldů, patřil také k nemanželskému potomstvu Jakuba II., byl jeho prapravnukem. Narodil se jako třetí syn Constantina Phippse, 1. barona Mulgrave (1722–1775), po matce byl spřízněn s rodem Herveyů. Studoval v Etonu a krátce práva, v roce 1775 vstoupil do armády a zúčastnil se války v severní Americe, bojoval také v Karibiku. Rychle postupoval v hodnostech a již v roce 1790 byl plukovníkem. Mezitím se stal členem Dolní sněmovny (1784–1794), kde podporoval politiku W. Pitta mladšího a stal se i jeho přítelem. V parlamentu často vystupoval k vojenským tématům a proslul jako obhájce zájmů armády, v letech 1784–1791 byl komisařem kontrolního úřadu Východoindické společnosti. Po starším bratrovi zdědil v roce 1792 irský titul barona a v roce 1794 získal titul barona s platností pro celou Británii, s tímto titulem v roce 1794 přešel do Sněmovny lordů. Mezitím v roce 1793 velel anglické armádě u Toulonu a v roce 1794 byl povýšen na generálmajora. V roce 1799 byl velitelem pomocné vojenské mise k rakouské armádě a po pádu Pittovy vlády získal hodnost generálporučíka (1801). Pitta podporoval i v době jeho opozice a v druhé Pittově vládě se stal členem kabinetu. Nejprve byl lordem kancléřem vévodství lancasterského (1804–1805), od roku 1804 byl zároveň členem Tajné rady. Po zdravotní indispozici lorda Harrowbyho převzal úřad ministra zahraničí (1805–1806). V této funkci pomáhal zformovat tzv. třetí protifrancouzskou koalici, která skončila Napoleonovým vítězstvím u Slavkova. Po nástupu whigů přešel do opozice, ale brzy se do vlády vrátil. V letech 1807–1810 byl prvním lordem admirality a v letech 1810–1818 generálním polním zbrojmistrem. Po roce 1810 byl jeho vliv na politiku již podružný, v roce 1812 byl ale povýšen na hraběte z Mulgrave, z kurtoazních důvodů získal v roce 1809 hodnost generála, i když aktivně v armádě již nepůsobil.
Zastával také řadu čestných funkcí, od roku 1796 až do smrti byl guvernérem Scarborough Castle (za město Scarborough byl předtím poslancem), v letech 1807–1824 byl lordem místodržitelem v hrabství Yorkshire. V roce 1820 obdržel velkokříž Řádu lázně.

## Rodina
Jeho manželkou Martha Maling (1771–1849) z rodiny úspěšně podnikajicí ve výrobě keramiky. Její bratr Thomas James Maling (1778–1849) sloužil u námořnictva a dosáhl hodnosti admirála. Z jejich manželství pocházelo pět dětí, čtyři synové a jedna dcera. Nejstarší syn Constantine Henry (1797–1863) byl významným státníkem a diplomatem, v roce 1838 byl povýšen na markýze. Druhorozený syn Sir Charles Phipps (1801–1866) byl plukovníkem a působil ve dvorských službách prince Alberta. Nejmladší syn Augustus Phipps (1809–1896) byl kaplanem královny Viktorie.
Hlavním rodovým sídlem byl zámek Mulgrave Castle (Yorkshire) z někdejšího majetku vévody z Buckinghamu. K zámku patřilo panství o rozloze přibližně 6 500 hektarů půdy. První hrabě z Mulgrave nechal zámek přestavět počátkem 19. století.
Jeho nejstarší bratr Constantine Phipps, 1. vikomt Mulgrave (1744–1792) proslul jako námořník a objevitel, později působil také v politice. Další bratr Charles Phipps (1753–1786) byl poslancem Dolní sněmovny (1779–1786), nejmladší bratr Edmund Phipps (1760–1837) sloužil v armádě a dosáhl hodnosti generála.